# Call center (serie televisiva)
Call center è una serie televisiva italiana scritta da Massimiliano Scuriatti e Gianluca Dell'Atti e realizzata nel 2005 per il canale tematico Happy Channel del gruppo Mediaset.
Ne è stata realizzata una sola stagione di 25 episodi che è stata mandata in onda negli ultimi mesi di vita del canale, chiuso il 1º gennaio 2006 a causa di una ridefinizione contrattuale.
La serie è andata in onda ogni giovedì alle 21.00 a partire da novembre 2005.
Il cast comprendeva, tra gli altri, Beatrice Luzzi, Davide Paniate, Andrea Santonastaso e Claudia Grego.
La particolarità di questo telefilm è che è stato il primo in Italia ad essere realizzato interamente da un canale tematico, esempio seguito subito anche da Jimmy.
Essendo stato realizzato appositamente per il canale satellitare Happy Channel, il telefilm non è mai passato sulle reti generaliste del gruppo Mediaset.